# موزه ملی دمشق

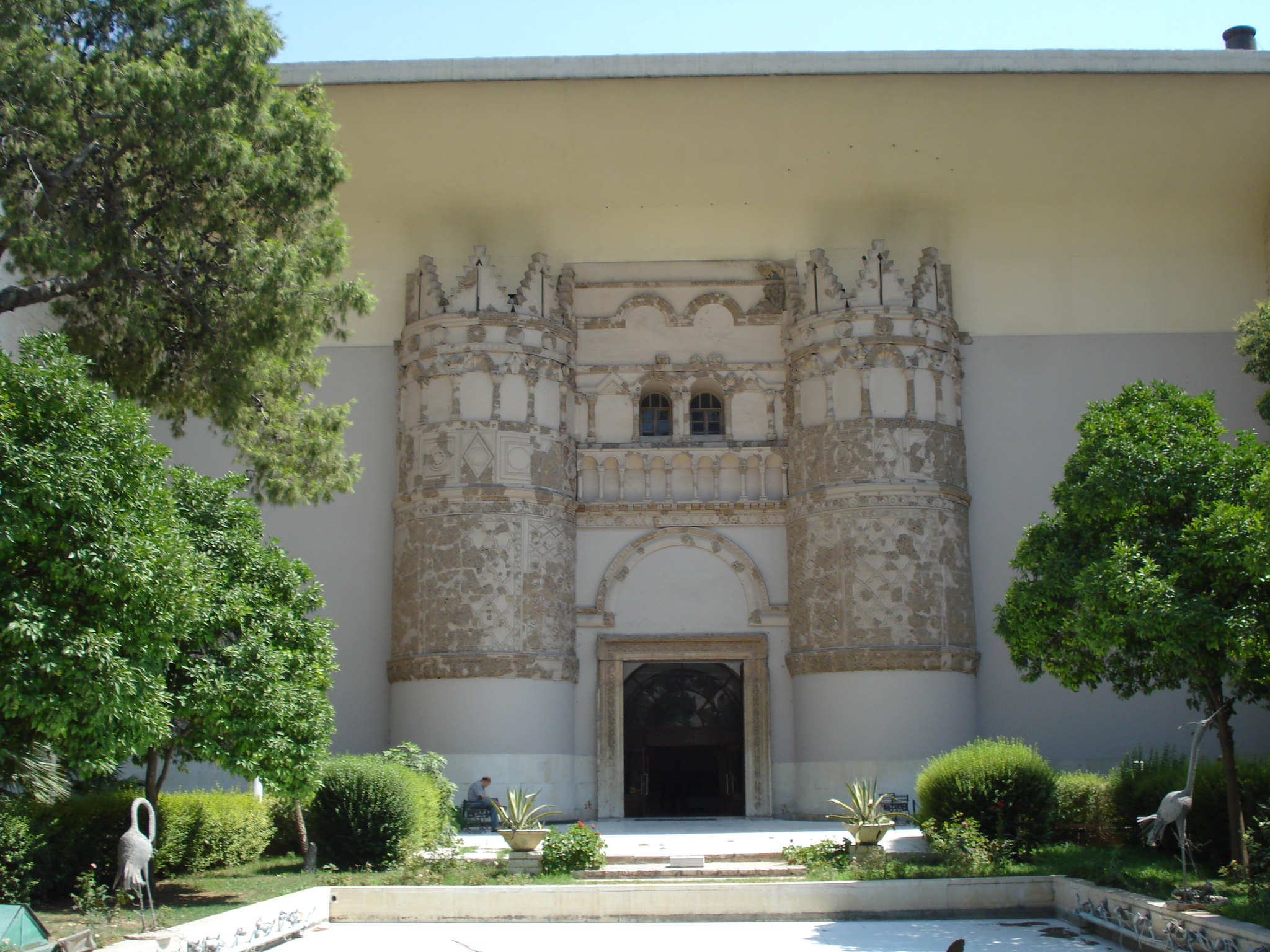
نمایی از درب اصلی ساختمان موزهٔ ملی دمشق

موزهٔ ملی دمشق (به عربی: متحف دمشق الوطنی) مهم‌ترین موزهٔ در جمهوری عربی سوریه است که در منطقهٔ برامکه در مرکز شهر دمشق واقع شده‌است.
تا پیش از سقوط بشار اسد، اسما اسد همسر وی رئیس موزهٔ ملی دمشق بود.

## نگارخانه

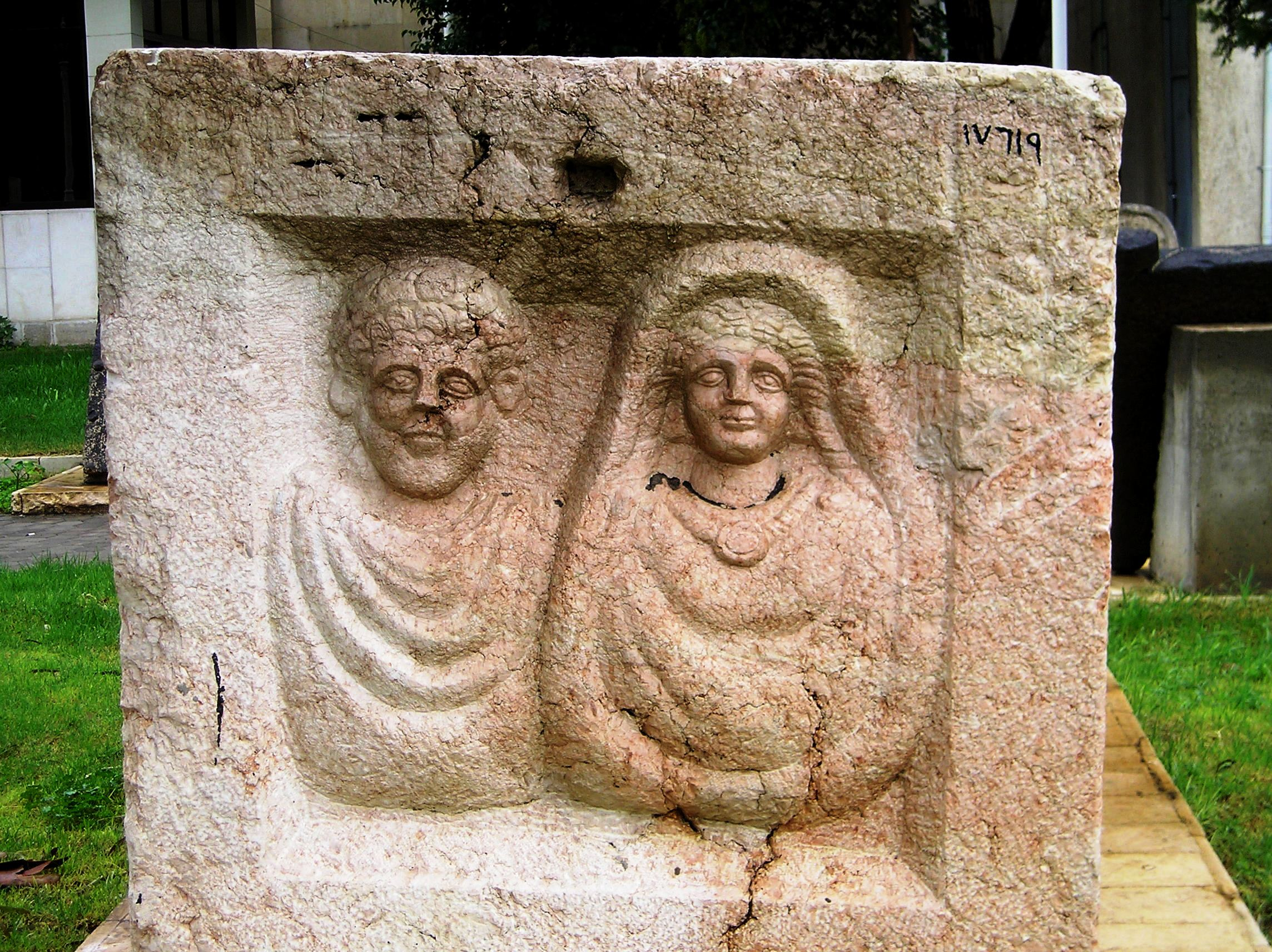
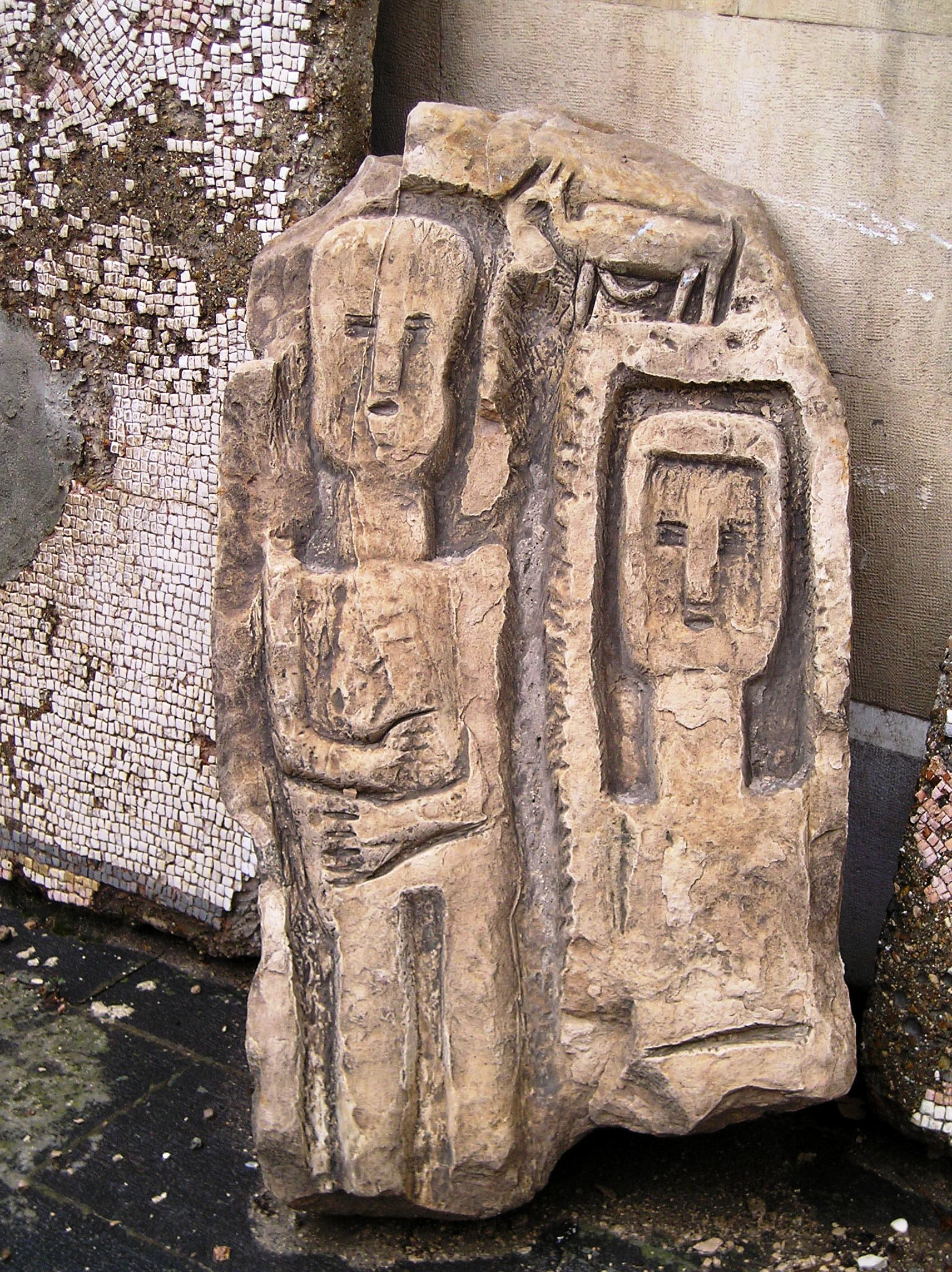
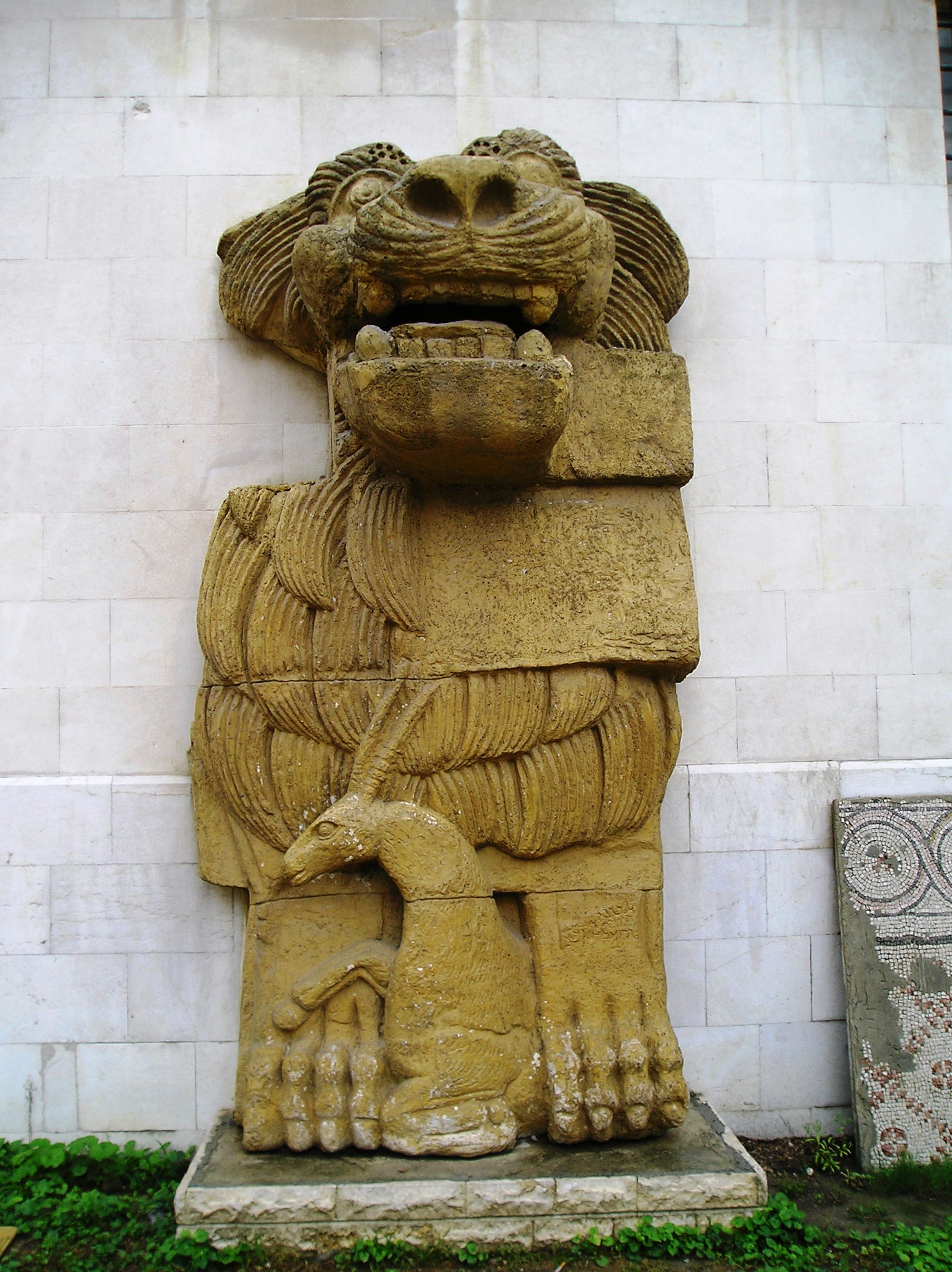